# 圣贾科莫-德莱塞尼亚泰
圣贾科莫-德莱塞尼亚泰（義大利語：San Giacomo delle Segnate），是意大利曼托瓦省的一个市镇。总面积16平方公里，人口1770人，人口密度110.6人/平方公里（2009年）。国家统计（ISTAT）代码为020056。